# Robbah
Robbah là một đô thị thuộc tỉnh El Oued, Algérie. Dân số thời điểm năm 2002 là 17.243 người.